# Christa Lewek

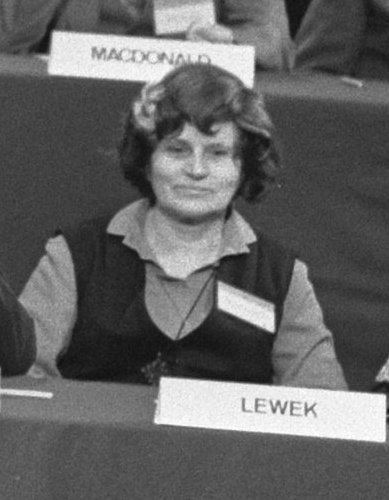
Christa Lewek (1981)

Christa Lewek (* 19. Januar 1927 in Leipzig; † 27. März 2008 in Berlin) war eine deutsche Parteifunktionärin der DDR-CDU und evangelische Oberkirchenrätin.

## Leben
Lewek war die Tochter des Leipziger evangelischen Pfarrers Ernst Lewek, der wegen seiner jüdischen Wurzeln Repressalien durch das NS-Regime ausgesetzt war. Nach Erlangung ihrer Hochschulreife studierte sie in Leipzig Germanistik, Philosophie und Geschichte. In diesen Jahren wurde sie Mitglied der Christlich-Demokratischen Union und Sekretärin des damaligen CDU-Vorsitzenden Otto Nuschke. 1959 trat sie aus der CDU aus. Im Jahre 1958 trat sie in den Dienst der Evangelischen Kirche in Deutschland (EKD) für die damals noch der EKD angehörenden Berlin-Brandenburgische Kirche. Mit der Gründung des Bundes der evangelischen Kirchen in der DDR im Jahre 1969 wurde sie Referentin für „Kirche und Gesellschaft“ im Sekretariat des Bundes Evangelischer Kirchen in der DDR. Unter den Leitern dieses Sekretariats Manfred Stolpe, Christoph Demke und Martin Ziegler übernahm sie im Sekretariat deren Stellvertretung.
Lewek versuchte, die Arbeit der kirchlichen Opposition und westlicher Korrespondenten in der DDR zu behindern.
Der damalige Ständige Vertreter der Bundesrepublik Deutschland in der DDR, Günter Gaus, führte im Januar 1985 mit ihr ein Fernseh-Interview.
1988 wurde sie emeritiert. Am 11. Juli 1990 gehörte sie zu den Gründern der Komitees für Gerechtigkeit, die die PDS aus ihrer damaligen politischen Isolation führen sollten und die sich bald wieder auflösten.
1994 trat sie vor einem Untersuchungsausschuss als Entlastungszeugin für ihren ehemaligen Chef Manfred Stolpe auf, dessen Stasi-Verstrickungen untersucht wurden.
Christa Lewek war unverheiratet. Zu ihren Geschwistern gehören die Pfarrer Kurt Lewek, Radebeul, und Gert Lewek, Bernburg.

## Veröffentlichungen
- „Aufgaben und Ergebnisse der Arbeitsgruppe Menschenrechte des Bundes der Evangelischen Kirchen“, in: epd-Dokumentation Nr. 35/91, S. 8.
- „Menschenrechte in christlicher Verantwortung“, hrsg. im Auftrag des Sekretariats des Bundes der Evangelischen Kirchen in der DDR von Christa Lewek, Manfred Stolpe und Joachim Garstecki, Berlin 1980.
- Revolution oder Implosion? Berlin: Friedrich-Ebert-Stiftung, Berliner Büro, 1999

Texte von Christa Lewek:
- Christus incognito im Werk Dostojewskis; Beitrag in Kommission 4 – Europäische Sicherheit und Zusammenarbeit des Weltkongresses der Friedenskräfte in Moskau 25. bis 31. Oktober 1973; Mit Brüdern leben – Vision einer Partnerschaftlichen Kirche. Vortrag in der Evangelischen Akademie Berlin-Brandenburg;
- Review of regional situations Eastern Europe. XXXII Meeting of Commission of Churches on International Affairs (CCIA), 17. bis 23. April 1977 in Egham/England;
- Weltkongreß religiöser Repräsentanten für dauerhaften Frieden, Abrüstung und gerechte Beziehungen zwischen den Völkern, Moskau 10. Juni 1977. Beitrag in der Arbeitsgruppe II/Abrüstung; Weltparlament der Völker für den Frieden, Sofia, 23. bis 27. September 1980. Beitrag beim Rundtischgespräch religiöser Vertreter;
- Christliche Weltkonferenz „Life and Peace“, Uppsala, April 1983. Konferenzvorlage; Weshalb Kirchen für die Menschenrechte eintreten. Interview vom 22. November 1984;
- Rundfunkkommentar, 16. Dezember 1984 in Radio DDR;
- Gespräch Günter Gaus mit Christa Lewek am 20. Januar 1985, ARD „Deutsche“;
- Tagung des Friedensrates der DDR zur Eröffnung des UNO-Jahres des Friedens 1986;
- Weltkongreß zum Internationalen Jahr des Friedens, Kopenhagen, 15. bis 19. Oktober 1986. Redebeiträge; Vision Europa. Für Elisabeth Adler; Verantwortliches Handeln für Frieden und Gerechtigkeit. Zum Wirken der evangelischen Kirchen in der DDR. Vortrag im Kulturzentrum der DDR, Paris 3. Juni 1987;
- Rundfunkkommentar, 15. November 1987, Radio DDR;
- Kirche im Sozialismus – aus Sicht der Kirche. Vortrag auf der Tagung der Kommission SPD und Kirchen zum Thema. „Kirche im Sozialismus – Kirche im pluralen Staat“ vom 11. bis 12. November 1988 in der Evangelischen Akademie Mülheim/Ruhr; Sprache des Friedens – Kultur des Streites. Verständigung im Gemeinsamen Haus Europa. Rede anlässlich der Verleihung des Ehrendoktors der Universität Rostock am 25. April 1989;
- Eine Frau kann nur der zweite Mann sein; Frauen Ost, Frauen West. Was können wir voneinander lernen? Was ist anders?;
- Christa Lewek im Gespräch mit Annemarie Lofthus Hindal (Oslo) und Joachim Heise am 29. Mai 1991 über ihre kirchenpolitischen Erfahrungen in den fünfziger und frühen sechziger Jahren; Interview mit Dr. Christa Lewek, Erstunterzeichnerin des „Appells zur Gründung von Komitees für Gerechtigkeit“, am 9. Juni 1994;
- Tagung der Evangelischen Akademie Thüringen „Rückblick auf die Kirche im Sozialismus“ am 26. November 1999 – Beitrag zum Zeitzeugengespräch[7]

## Ehrungen
- Verleihung der Ehrendoktorwürde durch die Wilhelm-Pieck-Universität Rostock am 25. April 1989